# Silezische Laagvlakte

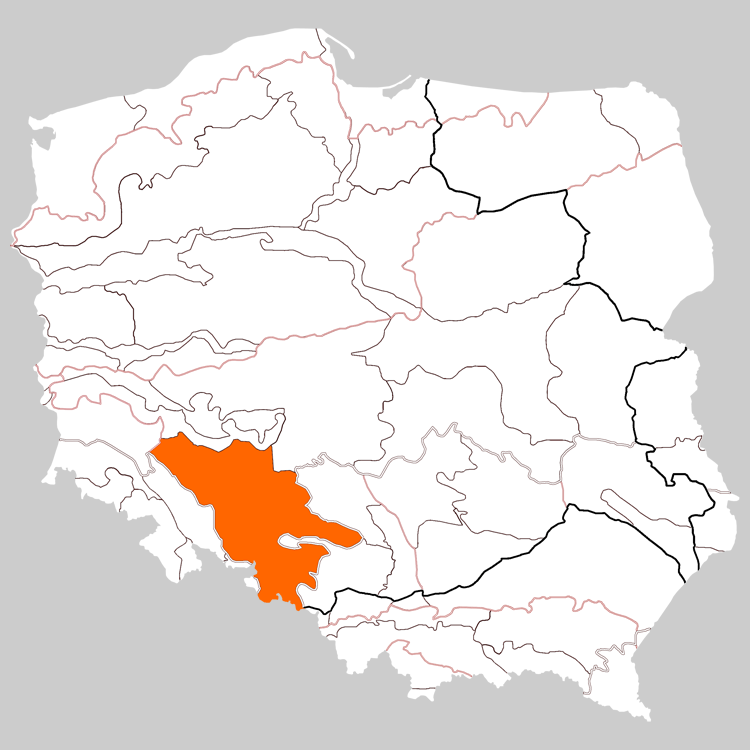
Silezische Laagvlakte

De Silezische Laagvlakte ook wel het Laagland van de Oder  (Pools: Nizina Śląska) (Duits:Schlesische Tiefebene ook wel Oderebene) (Tsjechisch: Slezská nížina) is een laagland in het zuidwesten van de huidige Republiek Polen en voor een klein deel in de Tsjechische Republiek. De steek is onderdeel van de Noord-Europese Laagvlakte. Het is een Fysieke geografische Macroregio. Het is de warmste streek van Polen.